# Zrnitý led
Zrnitý led (angl. névé ) je mladý, zrnitý typ ledu. Vzniká ze sněhu, který byl částečně rozmražen, opětovně zmrzl a zpevnil se. Tento typ ledu je svázán s tvorbou ledovce procesem zvaným nivace. Zrnitý led, který vydrží ablaci v letní sezóně, je poté označován pojmem firn. Je pak značně hustší. Z firnu se vytváří ledovcový led – dlouhověký, zpevněný led, z něhož jsou tvořeny ledovce. Zrnitý led je každoročně pozorován na lyžařských svazích, kde je všeobecně neoblíben, neboť zvyšuje pravděpodobnost lyžařova pádu.
Zrnitý led má minimální hustotu 500 kg/m³.
Anglické slovo névé může kromě zrnitého ledu označovat také místo, kde se sníh shromažďuje, tvoří se z něj zrnitý led a vzniká tak ledovec.